# 法國踢腿術
法國踢腿術，又稱法國腿擊術、法國拳擊、薩瓦特等（法語：Savate，法語發音：[saˈvat]），是一種法國武術，結合了拳擊的元素與華麗的腿擊技術。下肢只能用腿脚攻擊是法國踢腿術和泰拳與席拉（Silat）等亞洲武術的腿擊技法的不同之處，亞洲武術一般還可以使用膝擊技術。Savate是法語「老鞋」的意思，這大概因為法國踢腿術是唯一一種准許拳手穿鞋踢擊的競技武術。
已故世紀實戰武術家、截拳道道主兼國際動作巨星李小龍，也曾表示此種武術的腿法非常之精妙。

## 歷史
關於它的起源眾說紛紜，有一說是由19世紀法國馬賽港口的水手們開發的；另一說是由18世紀法國人從泰國習得泰拳之後，回到法國再融合拳擊的；另一種說則是法國從越南那邊學到越武道的腿法。此外也有一說是：法國踢腿術乃是潘克拉辛（Pankration）的變支。

## 昇段制度
昇段制度是采用拳擊手套的顏色來區別，換句話說我們可以透過該習武者的拳套顏色，了解他的段位等級。

## 伸延閱讀
- Description de la Savate à partir de ses formes techniques de base par Amorous (Manuel d'éducation Physique Tome 1, page 414).
- Défense et illustration de la boxe française. Savate, canne, chausson, Bernard Plasait, 1972, Paris, Sedirep
- L'art de la savate, Michel Casseux.
- Théorique et pratique de la boxe française, Joseph Charlemont, 1878.
- La Boxe Française, historique et biographique, souvenirs, notes, impressions, anecdotes, Joseph Charlemont, 1899.